# Mariä Heimsuchung (Bockhorn)

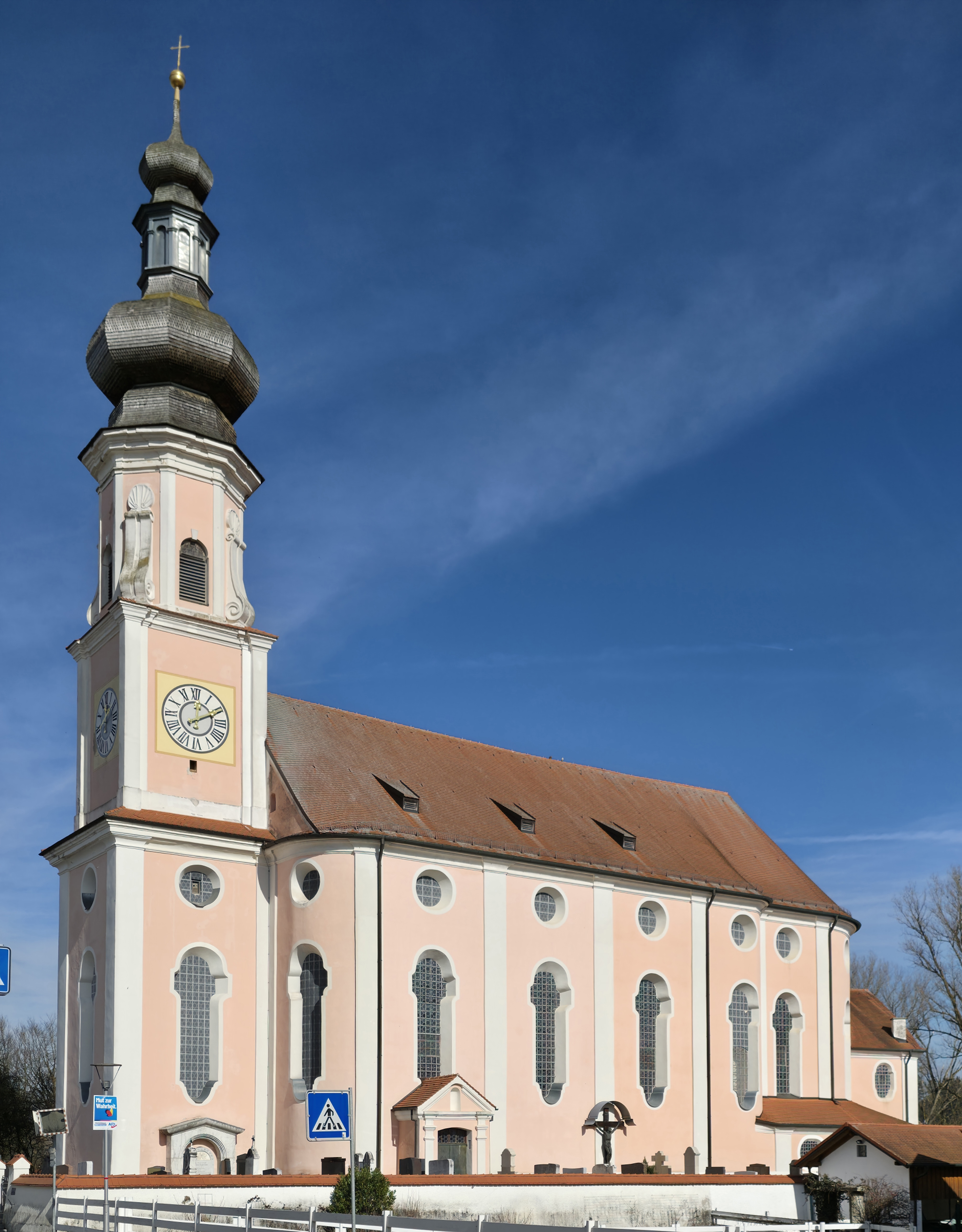
Außenansicht der Pfarrkirche Mariä Heimsuchung von Süden

Die römisch-katholische Pfarrkirche Mariä Heimsuchung in Bockhorn im oberbayerischen Landkreis Erding ist ein einheitlicher, spätbarocker Saalbau, der im Jahr 1712 von dem Erdinger Stadtmaurermeister Anton Kogler errichtet wurde. Den Turmoberbau, der von einer Doppelzwiebel mit Laterne bekrönt wird, führte Koglers Nachfolger Johann Baptist Lethner etwa Mitte des 18. Jahrhunderts aus. Heute steht das Bauwerk unter Denkmalschutz und ist dementsprechend beim Bayerischen Landesamt für Denkmalpflege als Baudenkmal mit der Nummer D-1-77-113-1 eingetragen.

## Architektur

### Außenbau
Der nach Osten ausgerichtete Saalbau umfasst einen einjochigen, eingezogenen Chor mit halbrunder Apsis, ein vierjochiges Langhaus mit abgerundeten Ecken sowie einen ausspringenden Westturm. Der ganze Kirchenbau, einschließlich des Turmes, wird von weißen Lisenen gegliedert, die einen Kontrast zu den rosafarbenen Wandrücklagen bilden. Alle Joche, auch die Chorjoche und die drei freien Turmseiten, enthalten jeweils ein hochrechteckiges Fenster mit geschweiftem Umriss und darüber ein kleines, querovales Blindfenster. Oberhalb dieser Blindfenster vermittelt ein vorkragendes, profiliertes Gesims den Übergang zum Satteldach, unter dem Langhaus und Chor vereint sind.
Dieses Gesims setzt sich am Turm fort, wo es den Übergang zwischen dem Unterbau und dem Uhrengeschoss vermittelt. Knapp über Firsthöhe ist ein weiteres Gesims eingezogen; darüber schließt sich der oktogonale Oberbau an, der den Glockenstuhl enthält. An dessen schräg gestellte Seite lehnen sich kunstvoll geschwungene Voluten an. Ein weiteres, weit vorkragendes Gesims trägt bereits die Anschwünge der Turmhaube – eine Doppelzwiebel mit Laterne, in ihrer Gesamtheit auch als Spindelhelm bezeichnet, die von Turmkugel und Kreuz bekrönt wird.
Besonders originell ist die Konstruktion der Sakristei, die in ähnlicher Form auch bei der Pfarrkirche St. Nikolaus im rund 25 Kilometer entfernten Altfraunhofen zu finden ist. Sie erstreckt sich ringförmig rund um die Apsis und schließt in der Breite bündig mit den Seitenwänden des Langhauses ab, sodass Langhaus und Chor stärker als eine bauliche Einheit erscheinen. Der Zugang zum Kircheninneren erfolgt über zwei Portale mit kleinem Vorbau, die auf der Nord- und Südseite jeweils im westlichen Joch untergebracht sind.

### Innenraum

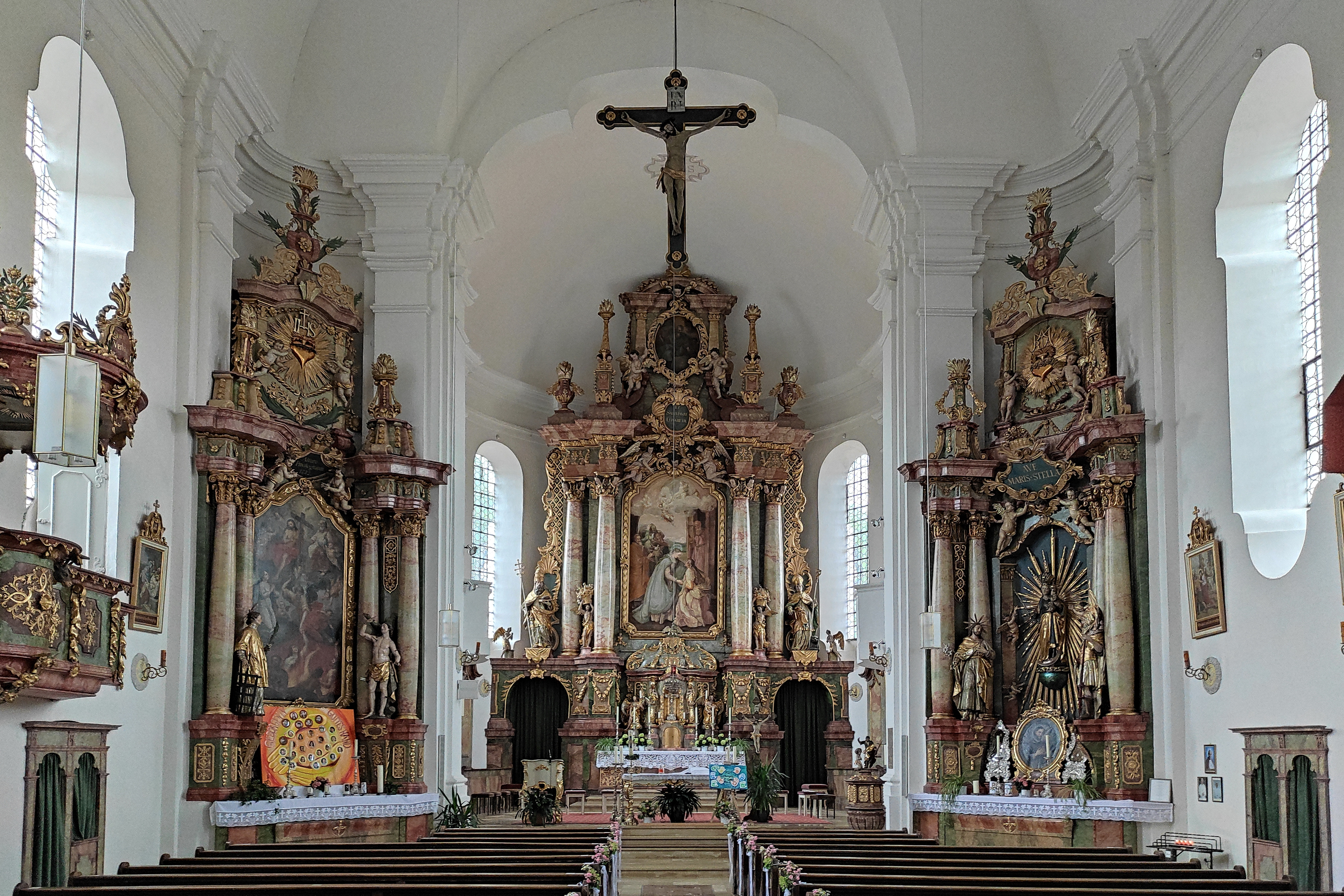
Mariä Heimsuchung: Innenraum

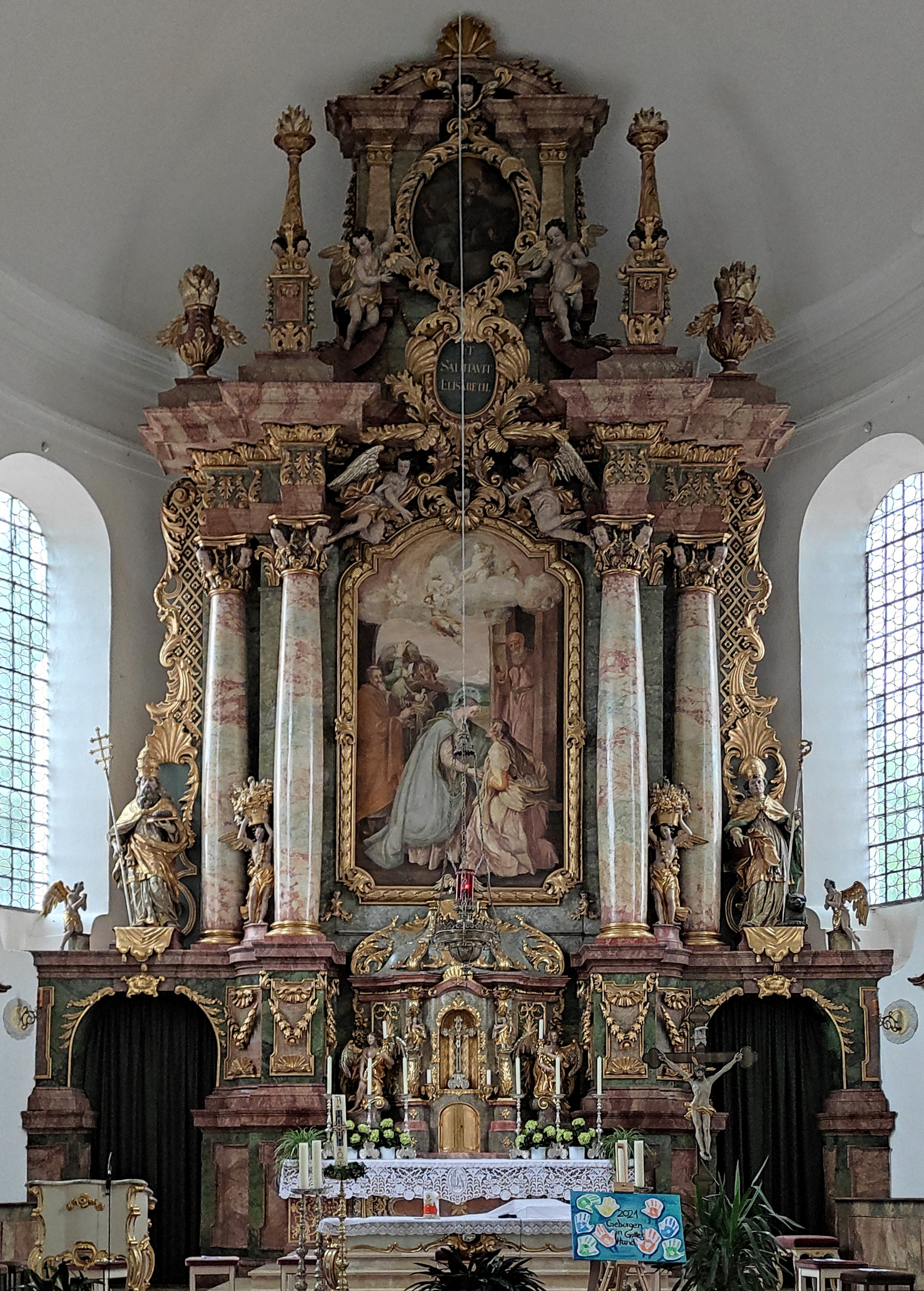
Mariä Heimsuchung: Hochaltar

Die Jochtrennung im Innenraum, sowohl im Langhaus wie auch im Chor, erfolgt durch flache Pilaster, die ein weit auskragendes, profiliertes Gesims tragen. Dieses vermittelt den Übergang zu dem Schalgewölbe, das als flache Stichkappentonne ausgeführt ist. Der Chorbogen ist geschweift und erinnert in seiner Ausführung an Dreipassformen. Die Deckenfresken sind nicht original barock, sondern kamen erst in moderner Zeit hinzu. Auch aufwändige, barocke Stuckaturen sind im Kirchenraum kaum zu finden. Im rückwärtigen Langhausjoch ist eine zweigeschossige Empore eingezogen; in deren oberem Geschoss befindet sich die Orgel.
Nur die Sakristei bewahrt ihr ursprüngliches barockzeitliches Aussehen. Das Deckengemälde, das dem niederbayerischen Barockmaler Franz Albert Aiglstorffer (um 1675-1741) zugewiesen wird, zeigt die alttestamentarische Szene der Mannalese (Ex 16,13-18). In der oberen Bildhälfte lässt Gottvater, gestützt auf die Weltkugel, aus den Wolken Manna auf die Erde herabregnen, in der unteren Bildzone sind Moses und Aaron  und Manna sammelnde Israeliten im Vordergrund zu sehen, im Hintergrund Wüstenzelte. Sechs Inschriftkartuschen und zarter floraler Ornamentstuck, den man mit 1715/18 datiert und Johann Baptist Zimmermann zuschreibt, umrahmen das Deckenfresko. Im Uhrzeigersinn gelesen, beginnend im Südwesten, lautet die Kartuscheninschrift: ECCE PANIS ANGELORUM FACTUS CIBUS VIATORUM - Seht, das Brot, Engelspeise, Brot auf unserer Pilgerreise, ein Zitat aus der im 13. Jahrhundert von Thomas von Aquin verfassten Sequenz Lauda Sion auf das Altarsakrament. Bildthema und Text sind auf der Grundlage der biblischen Typologie, die die Mannalese als alttestamentarisches Vorbild des Altarsakraments deutet, nicht getrennt voneinander zu verstehen. Als programmatische Aussage der Bild-Text-Kombination kristallisiert sich so heraus, dass das von Christus eingesetzte Altarsakrament die Menschen auf ihrem Lebensweg stärkt, wie Gott die Israeliten in der Wüste mit Manna gerettet hat.

## Ausstattung
Die drei historischen Altäre und die Kanzel wurden um 1730 im Barockstil ausgeführt. Der viersäulige Hochaltar zeigt im Hauptbild die Patroziniumsdarstellung Mariä Heimsuchung; seitlich befinden sich Holzfiguren der Heiligen Urban (links) und Korbinian (rechts), die Mitte des 18. Jahrhunderts entstanden sein dürften. Die beiden viersäuligen Seitenaltäre sind als Pendants ausgeführt und weisen ähnliche Gestaltungselemente wie der Hochaltar auf. Der nördliche (linke) Seitenaltar ist dem Erzengel Michael geweiht, dessen Sieg über Luzifer auch im großen Altarblatt dargestellt ist. Als Seitenfiguren fungieren die heiligen Märtyrer Laurentius (links) und Sebastian (rechts). Der südliche (rechte) Seitenaltar enthält anstelle eines Altarblatts eine qualitätvoll gearbeitete, gut erhaltene Mutter-Gottes-Figur im gotischen Stil. Diese dürfte um 1480 geschaffen worden sein. Die Seitenfiguren stellen die Heiligen Josef und Florian dar.
Neben zahlreichen Epitaphien des 16. und 17. Jahrhunderts, die innen und außen an den Mauern des Kirchenbaus angebracht sind, ist der Rittergrabstein für Paulus Pötschner († 1483) besonders erwähnenswert. Diese figürlich gearbeitete Grabplatte dürfte in der Münchner Bildhauerwerkstatt Haldner entstanden sein.

### Orgel

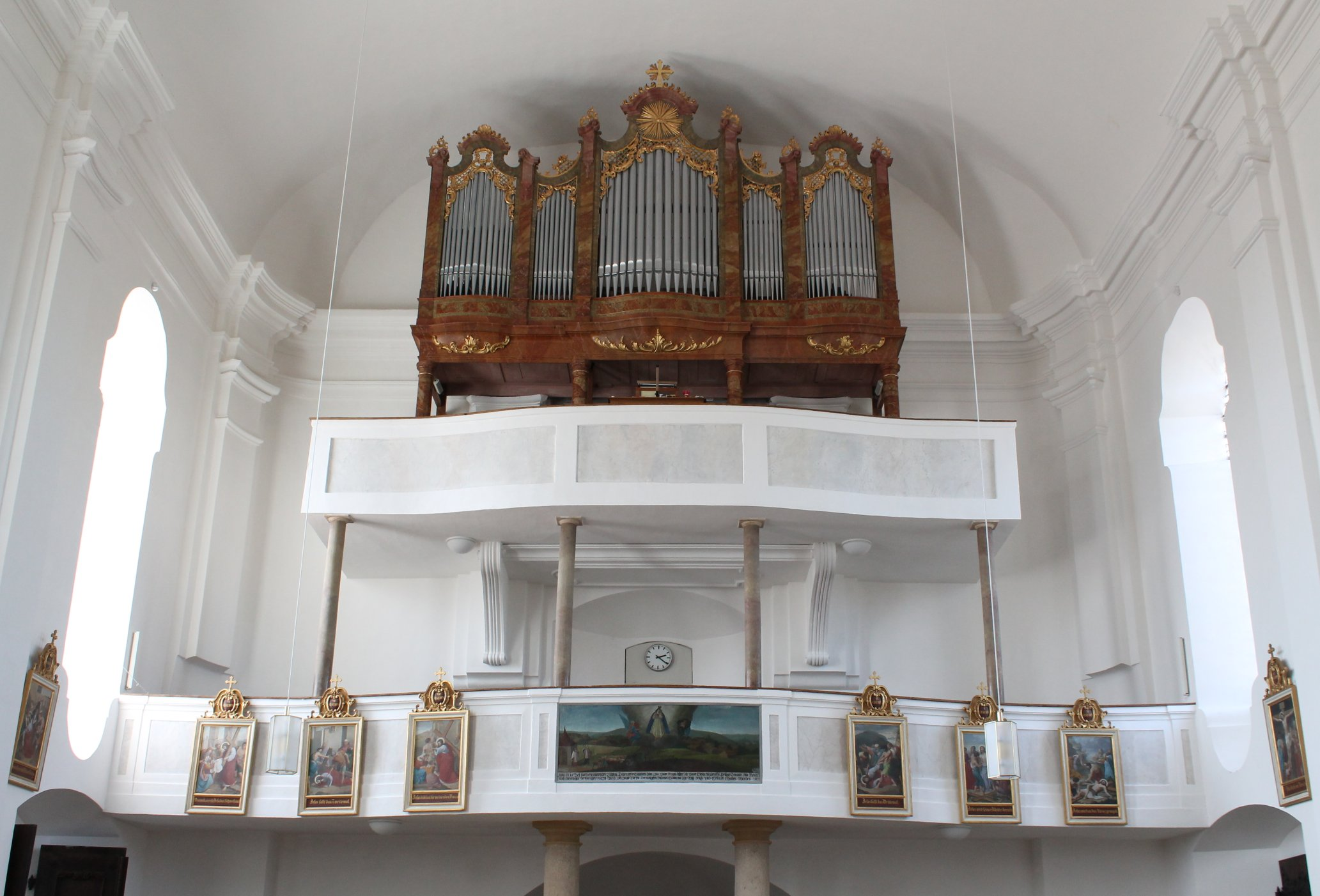
Mariä Heimsuchung: Orgel

Die Orgel der Pfarrkirche Mariä Heimsuchung wurde im Jahr 1909 von Franz Borgias Maerz aus München erbaut. Sie umfasste ursprünglich 12 Register auf zwei Manualen und Pedal; das zweite Manual wurde später um zwei Register erweitert. Das pneumatische Taschenladeninstrument besitzt einen freistehenden Spieltisch und einen Neorokoko-Prospekt. Die Disposition lautet wie folgt:
| I Manual C–f3 |           |       |
| 1.            | Principal | 8′    |
| 2.            | Tibia     | 8′    |
| 3.            | Dolce     | 8′    |
| 4.            | Gamba     | 8′    |
| 5.            | Octav     | 4′    |
| 6.            | Mixtur IV | 2 ⁄3′ |

| II Manual C–f3 |                 |      |
| 7.             | Geigenprincipal | 8′   |
| 8.             | Gedeckt         | 8′   |
| 9.             | Salicional      | 8′   |
| 10.            | Traversflöte    | 4′   |
| 11.            | Blockflöte      | 2′   |
| 12.            | Zimbel          | 1⁄2′ |

| Pedal C–d1 |          |     |
| 13.        | Subbaß   | 16′ |
| 14.        | Octavbaß | 8′  |

- Koppeln: II/I, I/P, II/P, Super II/I, Sub II/I
- Spielhilfen: Piano, Mezzoforte, Tutti, Auslöser

Anmerkungen:
1. 1 2  im Laufe des 20. Jahrhunderts ergänzt (genaues Datum unbekannt)

### Glocken
Aus dem Turm läuten vier Glocken mit der Tonfolge c1–e1–g1–a1. Diese entspricht einer Salve-Regina-Disposition. Die drei großen Glocken wurden im Jahr 1947 von Karl Czudnochowsky in Erding gegossen und sind der heiligen Maria, dem Heiligsten Herzen Jesu sowie dem heiligen Josef geweiht. Die kleinste Glocke, wie üblich die Sterbeglocke, ist zugleich die älteste; diese goss Josef Anton Stern 1779 in Landshut.